# Cindy Carquillat

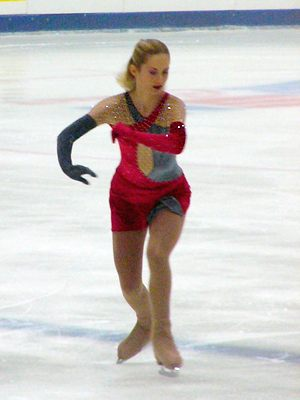
Cindy Carquillat

Cindy Carquillat (Biel/Bienne, 13 juli 1986) is een Zwitserse kunstschaatsster.
Carquillat is actief als individuele kunstschaatsster en wordt gecoacht door Jacqueline Kiefer. 
| records             | punten | datum      | toernooi                        |
| ------------------- | ------ | ---------- | ------------------------------- |
| Hoogste totaalscore | 104.81 | 25-09-2005 | JGP Montréal 2005               |
| Hoogste korte kür   | 41.02  | 24-09-2005 | JGP Montréal 2005               |
| Hoogste lange kür   | 63.85  | 08-10-2004 | Pokal der Blauen Schwerter 2004 |

| resultaten             | 1999 | 2000 | 2001 | 2002 | 2003 | 2004 | 2005 | 2006 |
| ---------------------- | ---- | ---- | ---- | ---- | ---- | ---- | ---- | ---- |
| Olympische Spelen      | -    | -    | -    | -    | -    | -    | -    |      |
| Wereldkampioenschap    | -    | -    | -    | -    | -    | -    | -    |      |
| Europees kampioenschap | -    | -    | -    | -    | -    | -    | 33e  | 27e  |